# Ботоу
Бото́у (кит. упр. 泊头, пиньинь Bótóu, буквально: «якорная стоянка») — городской уезд городского округа Цанчжоу провинции Хэбэй (КНР). Название происходит от названия находившегося на этом месте посёлка, возле которого останавливались суда, следующие по Великому каналу.

## История
При чжурчжэньской империи Цзинь в 1167 году был образован уезд Цзяохэ (交河县).
В годы войны с Японией местные военные власти производили изменения административного деления, вызванные непосредственными военными нуждами. Так, в 1940 на стыке уездов Сяньсянь и Цзяохэ был создан Объединённый уезд Сяньцзяо (献交联合县). В 1944 году на стыке уездов Цинсянь, Цансянь и Цзяохэ был создан Объединённый уезд Цинцанцзяо (青沧交联合县). В октябре 1945 года оба объединённых уезда были расформированы.
В мае 1946 года коммунистическими партизанскими властями на стыке уездов Цзяохэ и Наньпи был создан город Ботоу. В октябре того же года были воссозданы объединённые уезды Сяньцзяо и Цинцанцзяо. После образования КНР осенью 1949 года город Ботоу и оба объединённых уезда были расформированы, и был вновь воссоздан уезд Цзяохэ в старых границах, который вошёл в состав свежесозданного Специального района Цансянь (沧县专区).
В ноябре 1953 года решением Госсовета КНР был вновь создан город Ботоу — на этот раз напрямую подчинённый правительству провинции Хэбэй, которое делегировало полномочия на управление им властям Специального района Цансянь. В 1956 году он вошёл в состав Специального района Цансянь.
В апреле 1958 года Ботоу и уезд Цзяохэ вошли в состав Специального района Тяньцзинь (天津专区). В декабре того же года город Ботоу и уезды Дунгуан, Фучэн и Наньпи были присоединены к уезду Цзяохэ (город Ботоу при этом стал посёлком). В начале 1959 года Специальный район Тяньцзинь был расформирован, а вся его территория вошла в состав города Тяньцзинь.
В июле 1959 года были воссозданы уезды Дунгуан и Наньпи; посёлок Ботоу при этом оказался в уезде Наньпи. В мае 1962 года был воссоздан уезд Фучэн, а посёлок Ботоу был возвращён уезду Цзяохэ.
В декабре 1982 года решением Госсовета КНР был создан городской уезд Ботоу, подчинённый непосредственно Округу Цанчжоу (沧州地区). В мае 1983 года уезд Цзяохэ был присоединён к городскому уезду Ботоу. В 1993 году Округ Цанчжоу и город Цанчжоу были расформированы, а на их территориях был образован Городской округ Цанчжоу.

## Административное деление
Городской уезд Ботоу делится на 3 уличных комитета, 8 посёлков и 4 волости.

## Экономика
Ботоу является центром литейной промышленности, тут производят штанги и гири, а также атлетические помосты. 